# Glimes
Glimes (wallon Glime, prononcé localement Glëm)  est une section de la commune belge d'Incourt située en Wallonie dans la province du Brabant wallon.
Le village est essentiellement agricole. Le village de Glimes est arrosé par la Grande Gette, affluent du Démer.

## Démographie
- Sources:INS, Rem:1831 jusqu'en 1970=recensements, 1976= nombre d'habitants au 31 décembre

## Patrimoine et culture

### Patrimoine architectural et sites
- On retrouvait à Glimes deux brasseries et un moulin au XIXe siècle.
- L’église est de style néo-gothique et, construite en 1882-1886, fut  détruite par un incendie.
- À proximité de l'église, le presbytère du XVIIIe siècle restauré  en 1997 servant maintenant d'église.
- La Ferme de la Tour, date du XVIIe siècle, on y produit du foie gras artisanal. Cependant, depuis quelques années, le canard n'est plus élevé à Glimes.
- Le village est  également connu pour son tumulus romain, classé en 1971.

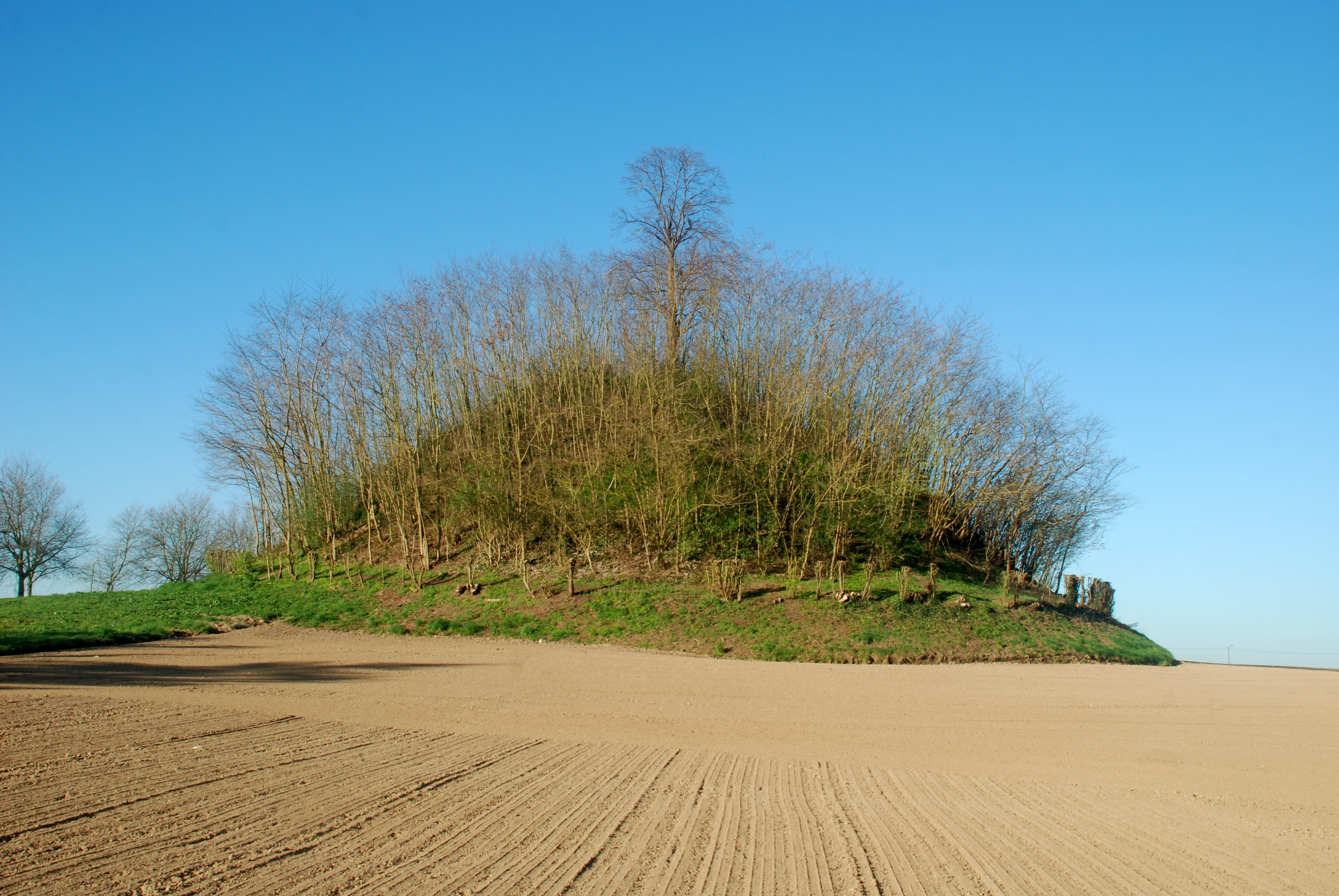
Tumulus de Glimes.
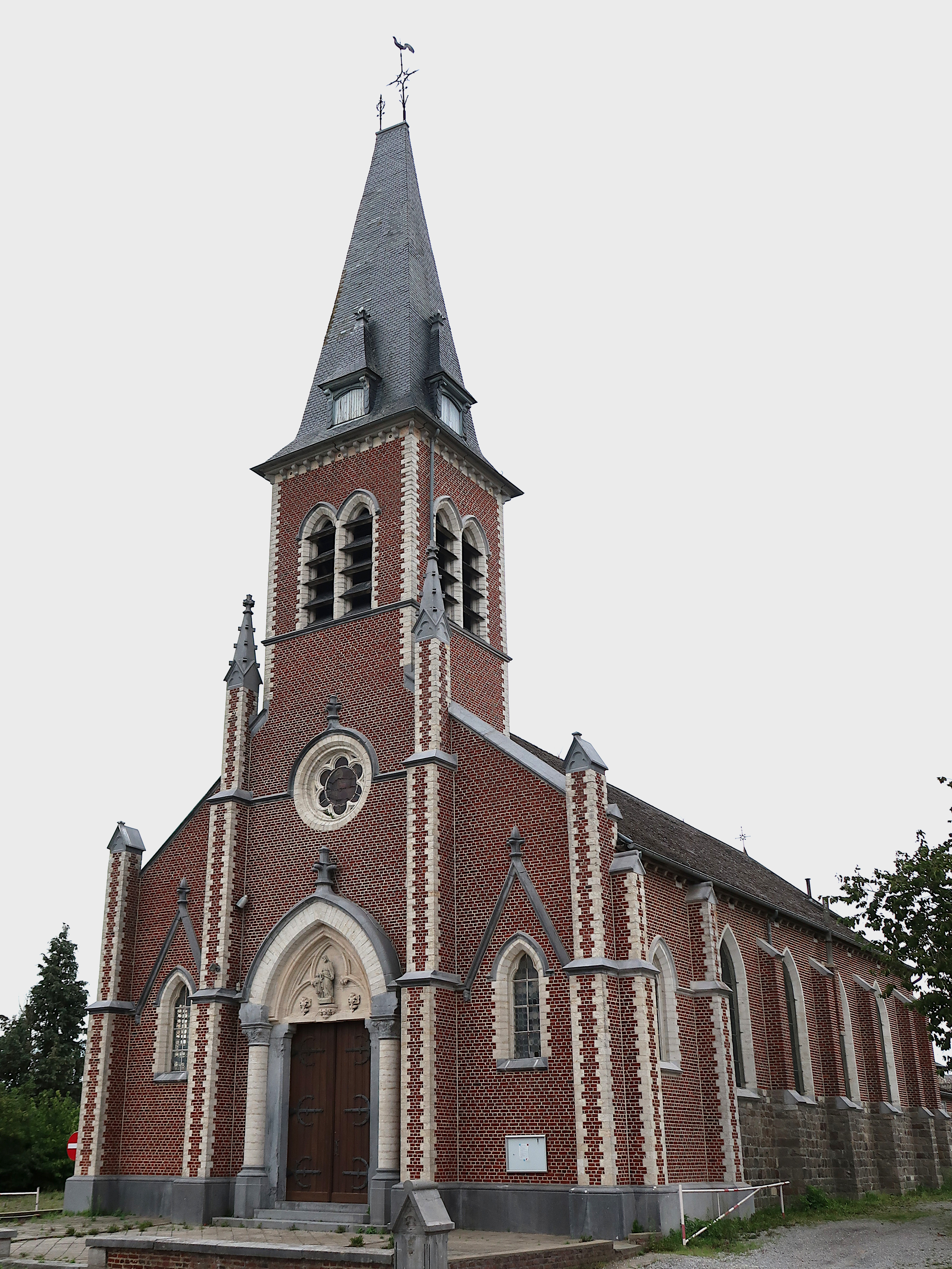
Eglise Saint-Joseph de (1882-1886).
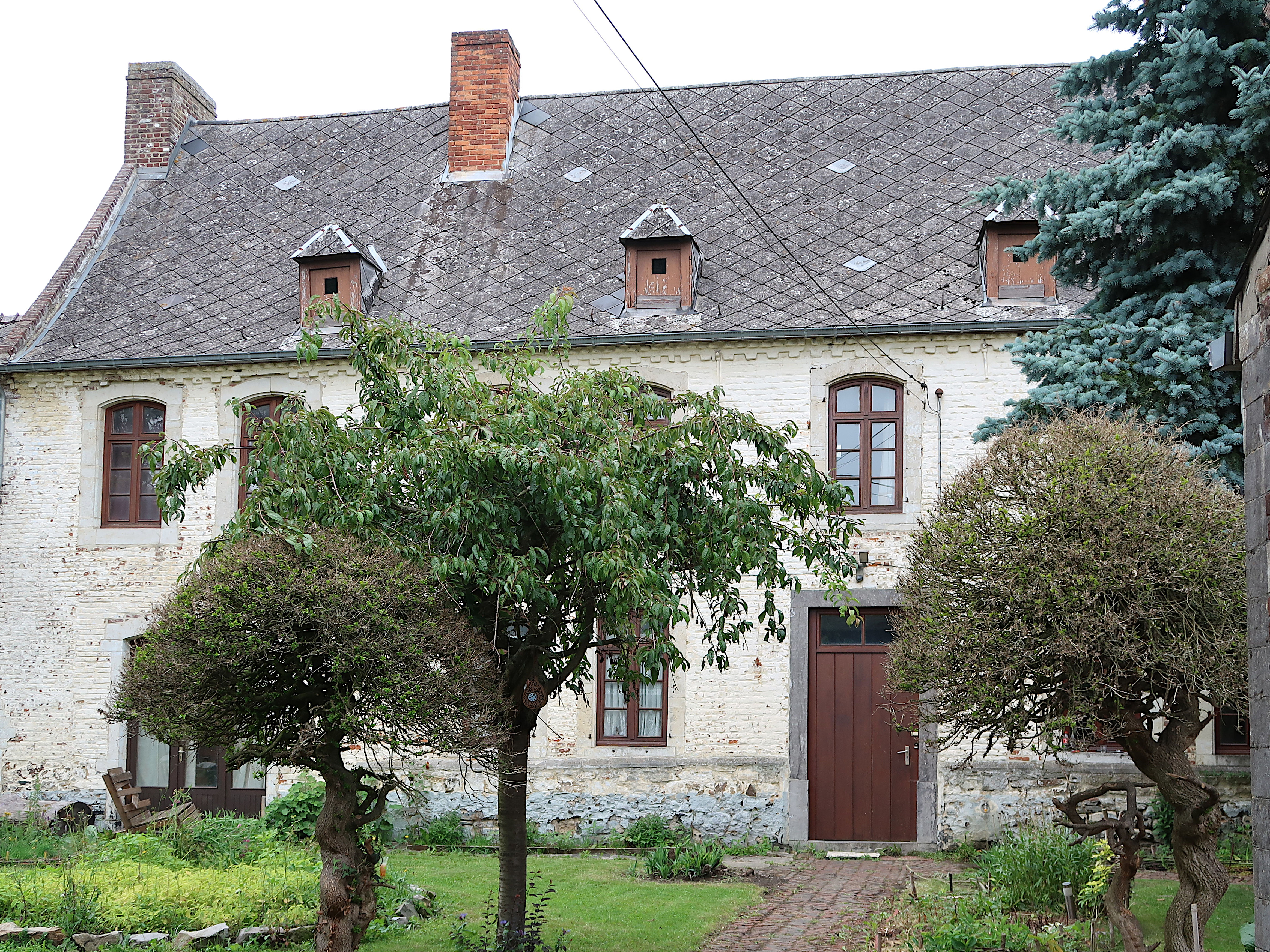
Presbytère de Glimes (1739).
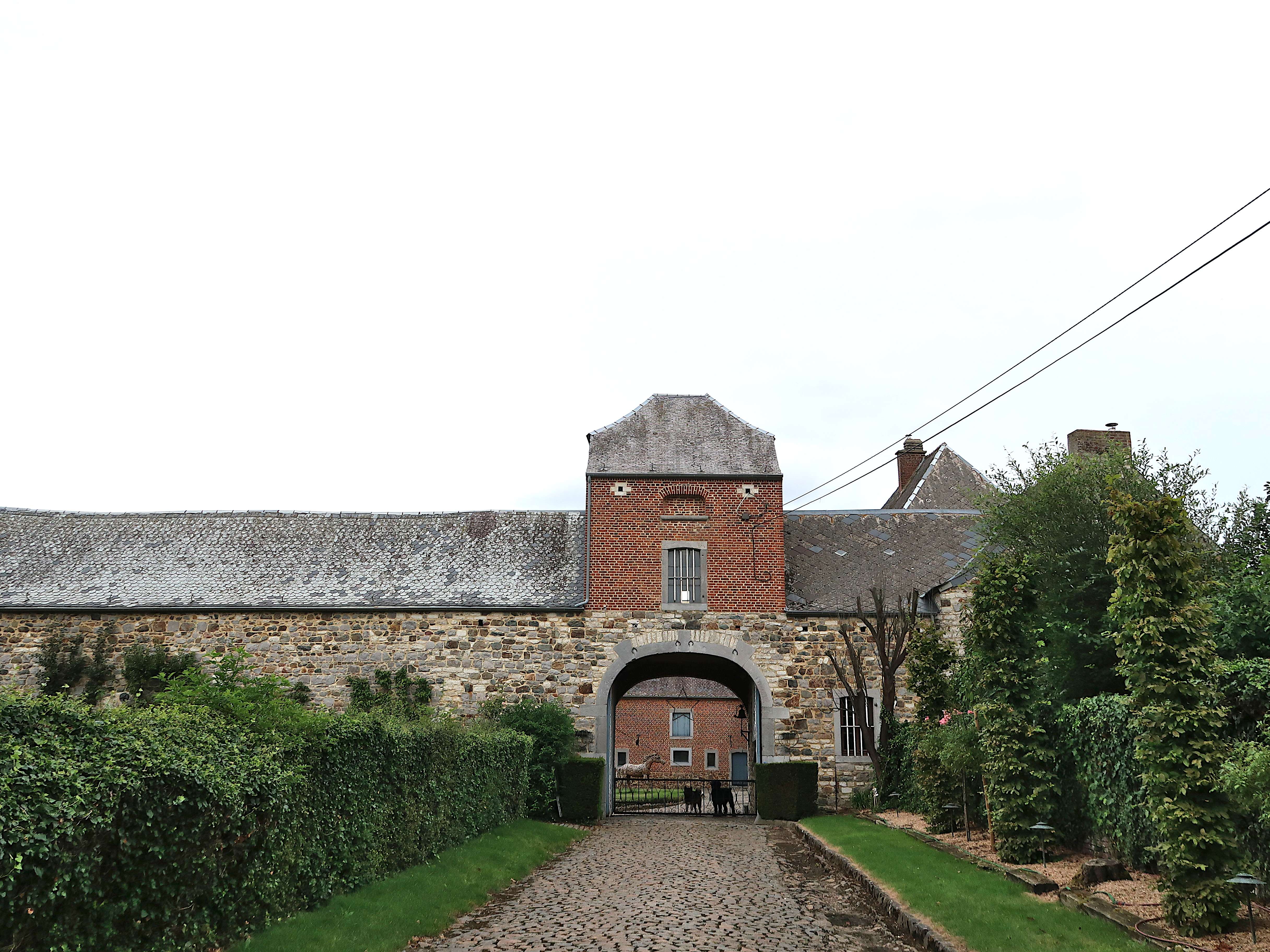
Ferme de la Tour.
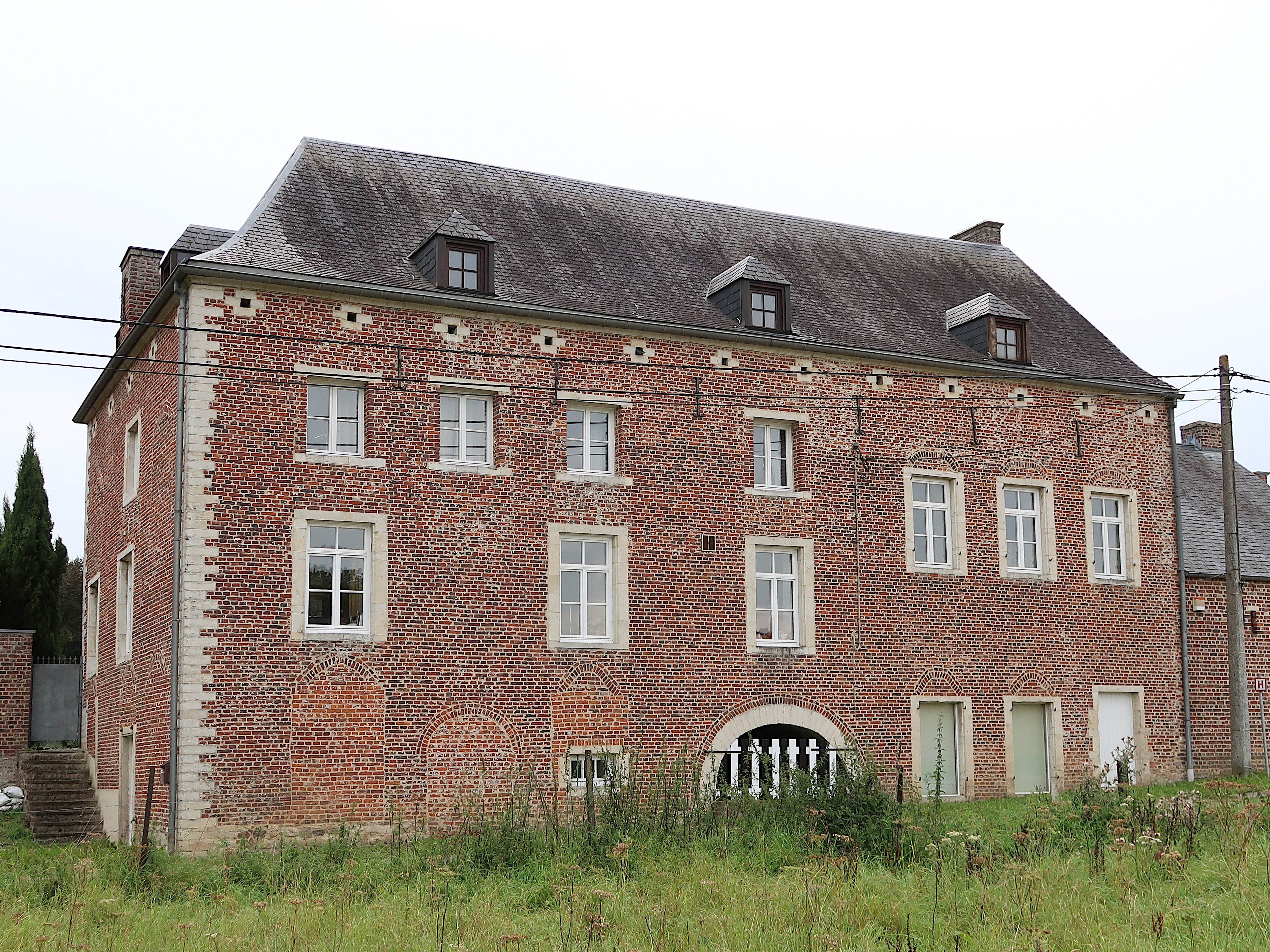
Moulin Degrauw.

## Personnalités
- Oscar Michaux (1860-1918), explorateur, officier de l'armée belge et le Force publique de l'armée coloniale belge et écrivain.